# ジム・ハーボー
- ジム・ハーボウ

ジェームズ・ジョセフ・ハーボー（James Joseph Harbaugh、1963年12月23日 - ）はアメリカ合衆国オハイオ州トレド出身のアメリカンフットボール元選手、コーチ。1987年から2001年までNFLでクォーターバックとしてプレーした後、カレッジフットボールやNFLでヘッドコーチを務めた。2012年シーズンの第47回スーパーボウルでは、サンフランシスコ・49ersのヘッドコーチとして、兄のジョン・ハーボーが率いるボルティモア・レイブンズと対戦することとなり、NFL史上初めて、スーパーボウルでの兄弟ヘッドコーチ対決となり、この対決は『ハーボウル』とも称された（結果は兄のレイブンズが勝利）。
49ersで4シーズン、ミシガン大学で9シーズンの間ヘッドコーチを務めた後、2024年シーズンからはロサンゼルス・チャージャーズのヘッドコーチを務める。

## 選手経歴

### プロ入りまで
ミシガン大学に進学した彼は1982年シーズンはレッドシャツとして通した。
1983年は、スティーブ・スミス、デイブ・ホールに次ぐ第3QBとして過ごし、パス5回中2回成功、40ヤードの獲得にとどまった。
1984年は、スミスが卒業、ホールがひざを負傷したこともあり、エースQBとなった。第1週は前年全米チャンピオンとなり、QBにバーニー・コーザーを擁するマイアミ大学との対戦であったが、22-14で勝利した。第2週のワシントン大学戦で敗れた後、ウィスコンシン大学、インディアナ大学で勝利した後、第5週のミシガン州立大学戦の第3Qに左手を負傷し退場、シーズン絶望となった。シーズン成績は、パス111回中60回成功、718ヤード獲得、3TD、5INTであった。
1985年、怪我から回復した彼は全12試合に先発し、チームは10勝1敗1分、フィエスタボウルでネブラスカ大学を27-23で破りAP通信及びUPIより全米2位に評価された。10月26日のインディアナ大学戦では大学記録となる283ヤードのパスを投げた。11月23日のオハイオ州立大学戦では77ヤードのTDパスを成功させた。シーズン成績は、パス227回中145回成功、1976ヤードを獲得、18TD、6INTであった。またQBレイティングは163.7で全米トップの数字であった。
1986年、全13試合に出場、チームは11勝2敗、ローズボウルでアリゾナ州立大学に敗れ、AP通信ランクで8位、UPI通信ランクで7位となった。この年のウィスコンシン大学戦で大学記録となるパスで310ヤードを獲得した。この年パス277回中180回成功、10TD、11INTで終えた。パス獲得2729ヤードの大学記録は2002年まで破られなかった。QBレイティングは、ハイズマン賞を受賞したビニー・テスタバーディに次ぐ全米2位の記録であった。この年彼は、ビッグ・テン・カンファレンス最優秀選手に選ばれ、ハイズマン賞の投票でもテスタバーディ、テンプル大学のRBポール・パーマーに次ぐ3位となった。
大学通算では5449ヤードの大学記録、当時大学歴代2位の記録となるパス試投620回で387回成功（成功率62.4%）、当時大学歴代3位の31TD、22INTの成績であった。

### シカゴ・ベアーズ
1987年のNFLドラフト1巡全体26位でシカゴ・ベアーズに指名されて入団した。マイク・ディトカヘッドコーチの下、8月27日のセントルイス・カージナルスとのプレシーズンゲームではパス15回中わずか1回成功に終わった。レギュラーシーズンでは6試合に控えQBとして出場した。
1988年、10試合に出場、パス97回中47回成功（成功率48.5%）、514ヤードを獲得、2INTの成績であった。第14週のロサンゼルス・ラムズ戦で初先発、第15週のデトロイト・ライオンズ戦で初勝利をあげた。この年のパス成功率は15シーズンのキャリアワーストである48.5%に終わった。
1989年、ジム・マクマーンが退団したことから出場機会が増え、5試合に先発出場した（残り11試合はマイク・トムザックが先発。）。この年12試合に出場し、パス178回中111回成功、1204ヤードを獲得、5TD、9INTに終わったがパス成功率は62.4%のチームレコードであった。チームは6勝10敗と負け越した。
1990年、開幕から14試合に先発出場、パス312回で180回成功（成功率57.7%）、2178ヤードを獲得、10TD、6INTの成績をあげて、チームは11勝5敗をあげてNFC中地区優勝を果たした。肩の負傷でレギュラーシーズン最後の2試合とプレーオフは欠場した。
1991年、パス478回中275回成功（成功率57.5%）、自己ベストの3121ヤードを獲得、ビンス・エバンズ以来となる全16試合に先発出場したベアーズのQBとなった。10月25日のミネソタ・バイキングス戦ではチームワーストとなる9サックを浴びた。チームは前年と同じ11勝5敗をあげたがNFC中地区2位となり、ワイルドカードプレーオフでダラス・カウボーイズに13-17で敗れた。
1992年、全16試合中13試合に先発出場、パス358回中202回成功（成功率56.4%）、2486ヤードを獲得、13TD、12INT、チームは5勝11敗に終わった（ハーボーが先発した試合では5勝8敗。）。
1993年、15試合に先発出場、パス325回中200回成功、2002ヤードを獲得、7TD、11INT、チームは7勝9敗と負け越した。ベアーズでの彼は先発して35勝30敗の成績であった。

### インディアナポリス・コルツ
1994年4月7日、インディアナポリス・コルツと契約した。この年9試合に出場、パス202回中125回成功（成功率61.9%）、1440ヤードを獲得、9TD、6INT、開幕戦から第8週までと第15週に先発出場、残りの試合ではドン・マコウスキーが先発した。
1995年、先発12試合を含む15試合に出場、＠明日314回中200回成功、2575ヤードを獲得、17TD、5INT、自己ベストとなるパス成功率63.7%、QBレイティング100.7、17TDをあげてチームをAFCチャンピオンシップゲームに導いた。彼が先発した試合でチームは7勝5敗、シーズンを9勝7敗で終えた。第14週のカロライナ・パンサーズ戦で6サックされ、右ひざを痛め第3Qに退場した。第16週のサンディエゴ・チャージャーズ戦ではハーボーが第4Q終盤にパスを3連続で成功し、残り48秒にケアリー・ブランチャードの24ヤードのFGで同点に追いついたが、残り3秒にジョン・カーニーにFGを決められ24-27で敗れた。ハーボーの32歳の誕生日となる最終週のニューイングランド・ペイトリオッツ戦で10-7と勝利しプレーオフ出場を決めた。12月31日のサンディエゴ・チャージャーズとのワイルドカードプレーオフではジェイソン・ベルサーの32ヤードのインターセプトリターンから得たチャンスにハーボーの3ヤードのQBスニークでのTDなどで35-20と勝利した。1月7日のカンザスシティ・チーフスとのディビジョナルプレーオフではパス27回中12回成功、112ヤード獲得、1TD、1INTにとどまったが10-7と勝利した。1月14日のピッツバーグ・スティーラーズとのAFCチャンピオンシップゲームでは試合最後のプレーで彼が投げたヘイルメアリーパスをアーロン・ベイリーがエンドゾーンで落球、惜しくもスーパーボウル出場を逃した。この年彼はプロボウル、カムバック賞に選ばれるとともに、シーズンMVPでも2位の投票を得た。
1996年、チームはリンディ・インファントヘッドコーチが就任した。ハーボーは14試合に先発しパス405回中232回成功（成功率57.3%）、2630ヤードを獲得、13TD、11INT、9勝7敗でプレーオフに進出したチームはワイルドカードプレーオフでピッツバーグ・スティーラーズと対戦、ハーボーはこの試合でパス32回中12回成功、134ヤード、1TD、1INTに終わり、チームは14-42で敗れた。
1997年、12試合に出場、パス309回中189回成功、2060ヤードを獲得、10TD、4INT、彼が先発した試合でチームは2勝9敗、シーズン成績は3勝13敗に終わった。41サックを浴び、自己ワーストの256ヤードをロスしている。

### ボルチモア・レイブンズ
1998年2月14日、その年のドラフト3巡と4巡指名権と引き替えにボルチモア・レイブンズにトレードされた。レイブンズのヘッドコーチはコルツ時代のヘッドコーチのテッド・マーチブローダである。この年先発12試合を含む14試合に出場、パス293回中164回成功（成功率56.0%）、1839ヤード、12TD、11INT、先発した試合でチームは5勝7敗、シーズン通算で6勝10敗と負け越した。
新設のスタジアム、カムデン・ヤーズで行われた開幕週のピッツバーグ・スティーラーズ戦の第2Qに指を負傷してエリック・ザイアーと交代した。翌週のニューヨーク・ジェッツ戦で先発出場したが怪我のためザイアーと途中交代している。次の試合でもザイアーと途中交代した。第7週のピッツバーグ・スティーラーズ戦では途中出場したがパス6回中成功なしに終わるなど散々だった。交代出場した第8週のグリーンベイ・パッカーズ戦でシーズン初TDをあげた。第9週のゲームでシーズン初めてフル出場し、パス34回中27回成功、243ヤード、3TD、1INT、10回のキャリーで57ヤードを走った。コルツがボルチモアを去ってから初の対戦となった第12週の試合ではパス25回中16回成功、198ヤード、2TDをあげて35-31の勝利に貢献した。第14週のテネシー・タイタンズ戦でジョー・ボウデンに対するアンネセサリーラフネスの反則がコールされた判定はハーボーはインバウンズでヒットしていたのではと物議を醸した。

### サンディエゴ・チャージャーズ
1999年、サンディエゴ・チャージャーズで先発12試合を含む14試合に出場、パス434回中249回成功（成功率57.4%）、2761ヤードを獲得、10TD、14INTをあげた。チームのシーズン初戦となる第2週のシンシナティ・ベンガルズ戦で勝利したが、翌週のコルツ戦では試合終了間際に敵陣24ヤードでタイロン・プールにインターセプトされ19-27で敗れた。第4週のカンザスシティ・チーフス戦で右ひじを痛めて負傷退場した。2試合欠場した彼は第7週のグリーンベイ・パッカーズ戦で先発したエリック・クレイマーと交代出場したが、2人とも3インターセプトを喫した。4勝1敗と好スタートを切ったチームは6連敗と失速した。第15週のマイアミ・ドルフィンズ戦に敗れてチームはプレーオフ出場を逃した。チャージャーズは8勝8敗でシーズンを終えたが、ハーボーが先発した試合でチームは6勝6敗であった。
2000年、ライアン・リーフ、ハーボー、モーゼス・モレノがローテーションで先発QBを務めチームは1勝15敗に終わった。ハーボーは先発5試合を含む7試合に出場、パス202回中123回成功（成功率60.9%）、1416ヤードを獲得、8TD、10INTをあげた。
第4週のシアトル・シーホークス戦でシーズン初出場、第5週のセントルイス・ラムズ戦でシーズン初先発を果たした。第6週のデンバー・ブロンコス戦では3INTを喫したがその内の2回はブロンコスに絶好のフィールドポジションを与えてTDを奪われ、3回目のインターセプトは敵陣5ヤードでのものであった。第9週のオークランド・レイダースとのサンデーナイトゲームでは残り5分47秒にフレディ・ジョーンズへの21ヤードのTDパスを決めて13-12とリードしたが2ポイントコンバージョンに失敗、残り13秒にセバスチャン・ジャニコウスキーに決勝FGを決められて13-15と敗れチームは開幕から8連敗となった。第10週のシアトル・シーホークス戦でハーボーの2ファンブルなどでチームは13-15で敗れ、開幕から9連敗となった。彼はこの試合の第3Qに負傷退場している。第11週の試合がシーズン最後の出場となった。

### デトロイト・ライオンズ
2001年、シーズン開幕前にデトロイト・ライオンズと契約した。チャーリー・バッチの控えQBとして期待されていたがシーズン開幕前日にライオンズはタイ・デトマーを獲得し、ハーボーは解雇された。

### カロライナ・パンサーズ
ライオンズを解雇された後、カロライナ・パンサーズと契約し、6試合に登録されたが出場機会はなかった。パンサーズはこの年1勝15敗に終わった。

### 通算成績
この年現役生活を終えた彼は、先発140試合を含む177試合に出場し、3918回のパス中2305回成功、26288ヤードを獲得、129TDをあげた。1995年シーズンにはプレーオフで2勝し、AFC第2シードのスティーラーズをあと一歩まで追い詰めたことからキャプテンカム・バックと呼ばれた（ロジャー・ストーバックの異名。）。
ジェイ・カトラーに次ぐベアーズ史上2位の1023回のパスを成功させている。パス試投1759回、パス獲得ヤード11,567ヤードもベアーズ歴代2位の記録である。2005年1月、コルツのリング・オブ・オナーに選ばれた。

## コーチ経歴

### 西ケンタッキー大学 アシスタントコーチ
現役最後のシーズンである1994年から2001年までも父親のジャック・ハーボーの下、西ケンタッキー大学で無報酬のアシスタントコーチを務めた。

### オークランド・レイダース QBコーチ
2002年、2003年とビル・キャラハンの下でオークランド・レイダーズのQBコーチを務めた。彼の指導を受けたリッチ・ギャノンは2002年のシーズンMVPに選ばれチームは第37回スーパーボウルに進出した。レイダーズでは他にリック・マイアー、ティー・マーティン、マーカス・トゥイアソソポ、ロブ・ジョンソンを指導した。

### サンディエゴ大学 ヘッドコーチ
2004年にサンディエゴ大学のヘッドコーチに就任した。1年目は7勝4敗、2年目の2005年には11勝1敗でパイオニア・フットボール・リーグ優勝を果たした。2006年も11勝1敗でリーグを連覇した。

### スタンフォード大学 ヘッドコーチ
2006年12月にウォルト・ハリスの後任としてスタンフォード大学のヘッドコーチに就任した。同大学では父親のジャックが1980年、1981年と守備コーディネーターを務めた。
2007年、全米1位のUSC（ピート・キャロルヘッドコーチ）を24-23で破る番狂わせを演じた。この試合はUSCが41点有利と見られていた。2009年11月14日にもUSC相手に55-21と番狂わせを演じた。USCが55失点したのは初めてであり、2012年にオレゴン大学が62-51でUSCを破るまでこの記録は残った。敵地ロサンゼルス・メモリアル・コロシアムでハーボーヘッドコーチはUSCに負けなかった。
2009年1月、ニューヨーク・ジェッツのヘッドコーチ候補になっていることが明らかになったが、最終的にレックス・ライアンが就任した。この年チームは8勝4敗で全米21位にランクされ、サンボウルに出場、スタンフォード大学がボウルゲームに出場するのは2001年以来であった。RBトビー・ガーハートはハイズマン賞のファイナリストに残り、マーク・イングラムと僅差の2位となった。2009年12月13日、3年の契約延長を果たし、2014年シーズンまで指揮することとなった。
2010年、オレゴン大学に敗れたのみで、11勝1敗でレギュラーシーズンを終えた。全米ランク4位でBCSナショナル・チャンピオンシップ・ゲームに進出し、オレンジボウルではバージニア工科大学に40-12で勝利した。2年生QBアンドリュー・ラックもハイズマン賞の投票で2位となり、ハーボーはカレッジフットボール最優秀コーチに与えられるウッディ・ヘイズ・コーチ・オブ・ザ・イヤーに選ばれた。

### サンフランシスコ・フォーティーナイナーズ ヘッドコーチ
2011年、5年間2500万ドルの契約でサンフランシスコ・フォーティーナイナーズのヘッドコーチになった。彼の就任前、チームは2002年以来勝ち越しもプレーオフ進出もはたしていなかった。2011年シーズンはロックアウトのために夏のキャンプは短縮され、彼はQBアレックス・スミスを起用してチームを13勝3敗の西地区優勝に導き、NFCチャンピオンシップゲームにも進出した。このシーズンでは兄ジョン・ハーボ―率いるボルティモア・レイヴンズと対戦して敗れた。
2012年、ハーボ―はシーズン途中で負傷したアレックス・スミスに変えてシーズン途中からコリン・キャパニックをQBに起用し、11勝4敗1分けで西地区を連破した。プレーオフではNFCチャンピオンとなり、スーパーボウルに進出したが、ボルティモア・レイヴンズに敗れた。
2013年は12勝4敗でワイルドカードでプレーオフに進出した。3年連続してNFCチャンピオンシップゲームに進出するもシアトル・シーホークスに敗れた。
2014年は8勝8敗でプレーオフ進出はならなかった。彼がフォーティーナイナーズのHCを務めた4年間はまれに見る成功であったが、GMを始めとするチーム上層部との確執がささやかれ、シーズン終了直後に契約を1年残して辞職した。フォーティーナイナーズはその後4年間負け越し、プレーオフを逃し続けた。

### ミシガン大学 ヘッドコーチ
2015年シーズンからミシガン大学のヘッドコーチに就任した。この年はチームは10勝3敗であった。シトラス・ボウルの勝利でシーズンを終えた。
2016年シーズンも10勝3敗となり、ディビジョン3位となった。オレンジ・ボウルの敗北でシーズンを終えた。
2017年は8勝5敗となり、アウトバック・ボウルの敗北でシーズンを終了した。
2018年は10勝3敗となり、ピーチ・ボウルの敗北でシーズンを終えた。
2019年は9勝4敗で、シトラス・ボウルの敗北でシーズンを終えた。
2020年はCOVID-19流行により6試合だけのシーズンで2勝4敗にとどまり、ホームで勝利をあげることができなかった。
2021年、ミシガン大学は新たに4年契約をハーボ―と結んだ。チームは12勝2敗となり、オレンジ・ボウルでの敗北でシーズンを終えた。ハーボ―はAP通信社の最優秀ヘッドコーチに選ばれた。
2022年、700万ドルのベースサラリーを得る新たな5年契約を結んだ。
2023年、リクルート規則違反で大学から3試合の出場停止を、サイン盗みでNCAAからさらに3試合の出場停止を言い渡された。だがチームはレギュラーシーズンを全勝で終え、ローズボウルでも勝利し、カレッジ・フットボール・プレーオフも勝利して全米ナンバーワンとなった。
2025年8月、サイン盗みによりさらに処分を追加され、2038年までの理由開示命令を下され、NCAAのチームがハーボ―を雇用しようとする場合には委員会の承認が必要となって事実上の追放となった 。

### ロサンゼルス・チャージャーズ ヘッドコーチ
2024年1月24日、ロサンゼルス・チャージャーズから新たなヘッドコーチとして迎え入れる事が発表された。就任一年目でプレーオフ進出を果たした。